# Хуссейн, Манзур
Манзур Хуссейн (урду منظور حسین‎, англ. Manzoor Hussain, 28 октября 1958, Сиалкот, Пакистан — 29 августа 2022) — пакистанский хоккеист (хоккей на траве), нападающий. Олимпийский чемпион 1984 года, бронзовый призёр летних Олимпийских игр 1976 года. Двукратный чемпион мира 1978 и 1982 годов.

## Биография
Манзур Хуссейн родился 28 октября 1958 года в пакистанском городе Сиалкот.
Играл в хоккей на траве за «Пакистанские международные авиалинии» из Карачи.
В 1976 году вошёл в состав сборной Пакистана по хоккею на траве на летних Олимпийских играх в Монреале и завоевал бронзовую медаль. Играл на позиции нападающего, провёл 5 матчей, забил 4 мяча (по одному в ворота сборных Бельгии, Испании, ФРГ и Нидерландов).
В 1984 году вошёл в состав сборной Пакистана по хоккею на траве на летних Олимпийских играх в Монреале и завоевал золотую медаль. Играл на позиции нападающего, провёл 7 матчей, забил 5 мячей (три в ворота сборной Канады, по одному — Кении и Нидерландам). Был капитаном команды.
В 1978 и 1982 годах в составе сборной Пакистана завоевал золотые медали чемпионата мира, в 1975 году — серебряную. Был чемпионом летних Азиатских игр 1978 и 1982 годов. В 1978 и 1980 годах выигрывал Трофей чемпионов. В 1982 году завоевал золотую медаль чемпионата Азии.
В 1975—1984 годах провёл за сборную Пакистана 175 матчей, забил 86 мячей. Отличался прекрасным владением клюшкой.
В 1984 году удостоен награды Pride of Perfomance.
Скончался 29 августа 2022 года.

## Семья
Братья Манзура Хуссейна Максуд и Махмуд также играли за сборную Пакистана по хоккею на траве. В 1984 году трое братьев играли вместе в Трофее чемпионов в Карачи.